# Zendesk
Zendeskは米国カリフォルニア州サンフランシスコ市に本社拠点をおく、ソフトウェア開発会社である。Zendeskと呼ばれるクラウド型カスタマーサービスプラットフォームを製品として提供し、チケット（問合せ案件）管理、セルフサービス、アフターサポート機能などのソリューションをもつことを特徴とする。 2007年に設立され、現時点で社員が約3,500人、Zendeskは140カ国にある4万社以上の顧客に活用されている。

## 会社の歴史
Zendeskは、2007年にデンマークのコペンハーゲン市において、ミッケル・スヴェーン氏、アレクサンダー・アガッシポア氏とモーテン・プリムダール氏により設立された。3人は小さなロフトから自力で事業を立ち上げた。Zendeskは2008年6月、クリストファー・ジャンス氏というエンジェル・インベスターから50万ドルの新ビジネス立ち上げ資金を受け取り、2009年にはチャールズ・リバース・パートナーズからシリーズB資金で600万ドルを調達した後、本社を設置するためにサンフランシスコに引越した。2012年に、4500万ドルの資本と1500万ドルの信用供与からなる6000万ドルの調達と合わせ、投資総額は8600万ドルになった。

## 製品

### Zendesk
ZendeskのソフトウェアはRuby on Railsで書かれ、複数のコンテンツ管理システム（CMS）、顧客関係管理ツール、ウェブアプリなどと統合できることを特徴とする。Zendeskのプラットフォームはモバイル利用に最適化され、2013年3月にリリースしたiPad用Zendeskアプリをはじめとする、iOSプラットフォーム向けのネイティブアプリケーション開発にフォーカスしている。2013年12月に、ZendeskとSurveyMonkey及びMailChimpとの連携機能を発表し、Zendeskからアンケートやメールキャンペーンを作成できるようになった。

### ヘルプセンター
2013年8月にZendeskは、Zendeskカスタマーサービスプラットフォーム上に「ヘルプセンター」機能をリリースした。エンドユーザーが、カスタマーポータルを通じて検索したり、ナレッジベース（FAQサイト）、コミュニティ・フォーラムなどのセルフサービス機能へアクセスできるプラットフォームである。ヘルプセンターはRuby on RailsとJavaScriptで作られ、カスタマイズ可能なテーマや、コンテンツを増やすことでより改善できるナレッジベースを特徴とする。

## 日本市場
2012年5月にZendesk製品の日本語版の提供を開始した。2013年2月28日に「株式会社Zendesk」を設立。同年に東京オフィスを開設した。

## 所在地
Zendeskのオフィスは以下を含む、8カ国に所在する。
- アメリカ、カリフォルニア州、サンフランシスコ市（本社）
- デンマーク、コペンハーゲン市
- 日本、東京都
- イギリス、ロンドン市
- オーストラリア、メルボルン市

## 受賞
- 2013年Crunchies最優秀賞「エンタープライズ・スタートアップ」受賞（2013 Crunchies Sexiest Enterprise Startup）[17]
- 2011年CODiE最優秀賞「顧客関係管理ソリューション」受賞（2011 CODiE Awards Best Relationship Management Solution）[18]